# Plan Colombo
El Plan Colombo es una organización económica internacional que comenzó en 1950 dirigida al desarrollo social. La sede está en Colombo, Sri Lanka, donde comenzó este proyecto. Provee ayuda económica a las naciones del sur, sudeste de Asia y Pacífico. Fue establecida luego de un mitin en la Mancomunidad Británica de Naciones durante la conferencia sobre asuntos exteriores sostenida en Colombo en enero de 1950, creada para cambiar las opiniones sobre las necesidades de Asia. 
Un Comité Consultivo se establece para evaluar los recursos que se necesitan, enfocar la atención del mundo en el problema y proporcionar un marco de trabajo dentro del cual los esfuerzos de cooperación internacional podrían ser promovidos a los países del área para aumentar su nivel de vida.

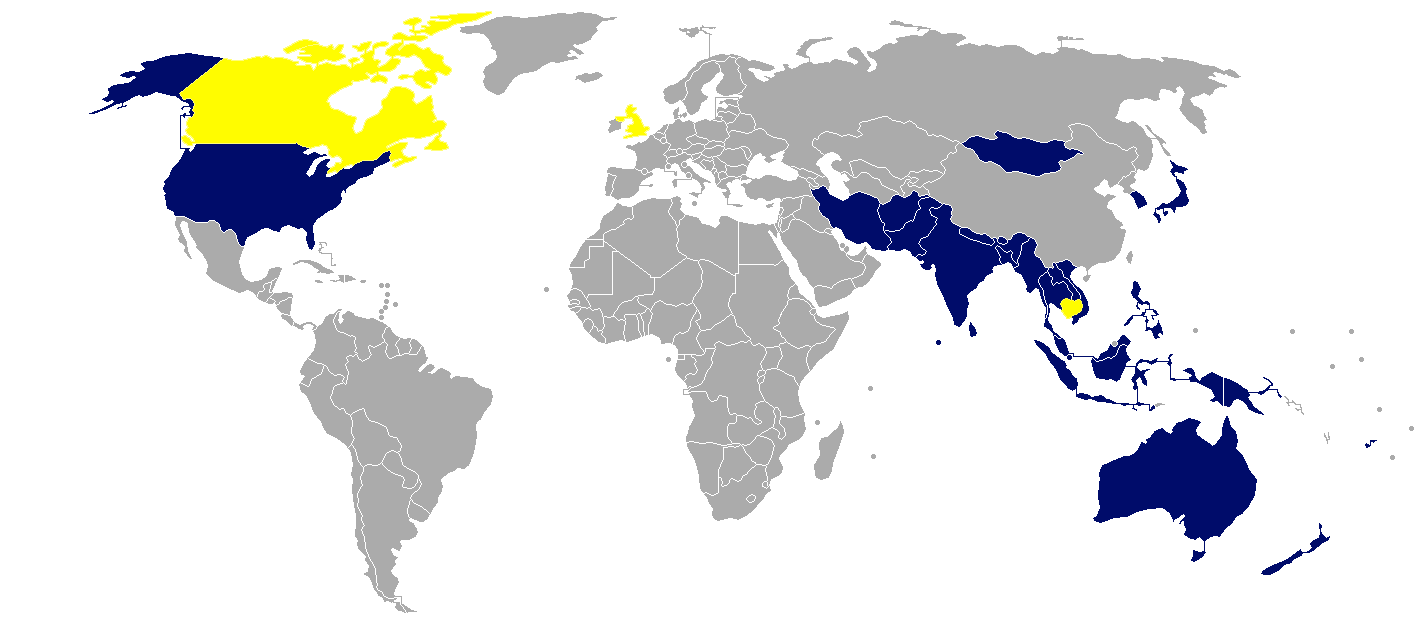
Países Miembros

## Miembros
- Afganistán
- Australia
- Bangladés
- Birmania
- Bután
- Corea del Sur
- Estados Unidos
- Fiyi
- Filipinas
- India
- Indonesia
- Irán
- Japón
- Laos
- Malasia
- Maldivas
- Mongolia
- Nepal
- Nueva Zelanda
- Pakistán
- Papúa Nueva Guinea
- Singapur
- Sri Lanka
- Tailandia
- Vietnam